# Tour de France 2012/16. Etappe
Die 16. Etappe der Tour de France 2012 fand am 18. Juli 2012 statt und führte von Pau nach Bagnères-de-Luchon. Sie war die zweite Etappe in den Pyrenäen. Bei einer Streckenlänge von 197 Kilometern gab es zwei Bergwertungen der Hors Catégorie und zwei der 1. Kategorie. Der Sieger der Bergwertung auf dem Col du Tourmalet erhielt den Sonderpreis Souvenir Jacques Goddet.

## Teilnehmende Teams
- BMC Racing Team (BMC)
- RadioShack-Nissan (RNT)
- Team Europcar (EUC)
- Euskaltel-Euskadi (EUS)
- Lampre-ISD (LAM)
- Liquigas-Cannondale (LIQ)
- Garmin-Sharp (GRS)
- AG2R La Mondiale (ALM)
- Cofidis, le Crédit en Ligne (COF)
- Saur-Sojasun (SAU)
- Sky ProCycling (SKY)
- Lotto Belisol Team (LTS)
- Vacansoleil-DCM (VCD)
- Katusha Team (KAT)
- FDJ-Big Mat (FDJ)
- Rabobank Cycling Team (TLJ)
- Movistar (MOV)
- Team Saxo Bank-Tinkoff Bank (STB)
- Astana Pro Team (AST)
- Omega Pharma-Quick Step (OPQ)
- Orica GreenEdge (OGE)
- Team Argos-Shimano (TGA)

## Strecke
Vom nördlich der Pyrenäen gelegenen Pau (161 m) führte die Etappe zunächst in südlicher Richtung in das Gebirge hinein und verlief dann nach Osten bis nach Bagnères-de-Luchon (682 m). Dabei wurden die Départements Pyrénées-Atlantiques, Hautes-Pyrénées und Haute-Garonne durchfahren. Bevor nach 40 Kilometern in Laruns (499 m) der erste Anstieg der Hors Catégorie zum Col d’Aubisque (1709 m) begann, wurde in Bielle (436 m) bei Kilometer 26 noch der Zwischensprint ausgefahren. In der Abfahrt vom Aubisque überquerte man die Grenze zwischen Pyrénées-Atlantiques und Hautes-Pyrénées. Die offizielle Verpflegungszone befand sich bei Kilometer 87 in Adast (439 m). 14 Kilometer später stieg die Strecke in Luz-Saint-Sauveur (711 m) zum Col du Tourmalet (2115 m) an. Im Anschluss an die Abfahrt hinunter nach Sainte-Marie-de-Campan (859 m) begann gleich der Anstieg der 1. Kategorie hinauf zum Col d’Aspin (1489 m). Bei Kilometer 162 wurde in Arreau (706 m) der letzte Anstieg des Tages in Angriff genommen. Er führte zum Col de Peyresourde (1569 m) hinauf, wo die Grenze zwischen Hautes-Pyrénées und Haute-Garonne verläuft. Von dort wurde knappe 16 Kilometer zum Zielort Bagnères-de-Luchon abgefahren.

## Rennverlauf
Am Start waren noch 155 der ursprünglich 198 Fahrer. Auf den ersten Kilometern gab es einige Ausreißversuche, die aber erfolglos blieben. Bei Kilometer 20 spaltete sich das Feld in zwei große Gruppen. Die vordere umfasste 38 Fahrer und konnte bald einen Vorsprung von über drei Minuten herausfahren. Den Zwischensprint passierte Sérgio Paulinho als Erster. Die vordere Gruppe erreichte geschlossen die Passhöhe des Col d’Aubisque, wo Thomas Voeckler die Bergwertung vor Fredrik Kessiakoff für sich entschied. Der Rückstand der zweiten Gruppe wuchs mittlerweile auf über fünf Minuten an.
Im Anstieg zum Col du Tourmalet fielen verschiedene Fahrer aus der Spitzengruppe heraus. An der Spitze bildete sich ein Trio mit Daniel Martin, Kessiakoff und Laurens ten Dam. Wenig später schlossen sich ihnen 13 weitere Fahrer an, darunter Voeckler, Chris Anker Sørensen, Brice Feillu, Gorka Izagirre, Alexander Winokurow und Jens Voigt. Nach der Hälfte des Aufstiegs zog Voeckler das Tempo an, nur Feillu konnten ihm folgen. Auch die zweite Bergwertung des Tages gewann Voeckler; die ersten Verfolger folgten mit einer Minute Rückstand, während das Hauptfeld bereits zehn Minuten zurücklag.
Voeckler passierte auch den Col d’Aspin als Erster. Währenddessen forcierte das Team Liquigas-Cannondale um Vincenzo Nibali das Tempo im Hauptfeld. Cadel Evans konnte nicht mehr mithalten und verlor zwischenzeitlich fast eine Minute auf die drei Bestplatzierten des Gesamtklassements. In der Abfahrt gelang es ihm aber, wieder zu ihnen aufzuschließen. Den Anstieg zum Col de Peyresourde nahmen ebenfalls Voeckler und Feillu als Erste in Angriff. Knapp eine Minuten später folgte die erste Verfolgergruppe mit Voigt, Izagirre, Sørensen und Winokurow. Sieben Kilometer unterhalb der Passhöhe lancierte Voeckler eine Attacke und ließ Feillu stehen. Letzterer wurde von Sørensen überholt, der seinerseits aber bald eine Minute hinter Voeckler zurücklag.
Im Hauptfeld hatte Cadel Evans einer Tempoverschärfung des Teams Lotto-Belisol nichts mehr entgegenzusetzen. Es bildete sich eine Gruppe mit den drei Ersten des Gesamtklassements (Vincenzo Nibali, Bradley Wiggins, Chris Froome), die den Vorjahres-Toursieger Evans weiter distanzierte. Mit 1:30 Minuten Vorsprung auf Sørensen passierte Voeckler die letzte Passhöhe des Tages. Nach der 15 Kilometer langen Abfahrt feierte er solo seinen zweiten Etappensieg (nach der 10. Etappe). Von Kessiakoff übernahm er auch die Führung im Bergpreisklassement. Nibali, Wiggins und Froome kamen mit sieben Minuten Rückstand ins Ziel, während Evans fast fünf Minuten länger unterwegs war.

## Bergwertungen
| Col d’Aubisque Kategorie HC nach 53,5 km auf 1709 m 16,4 km bei 7,1 % |            |                            |         |
| 1.                                                                    | Frankreich | Thomas Voeckler (EUC)      | 25 Pkt. |
| 2.                                                                    | Schweden   | Fredrik Kessiakoff (AST)   | 20 Pkt. |
| 3.                                                                    | Japan      | Yukiya Arashiro (EUC)      | 16 Pkt. |
| 4.                                                                    | Danemark   | Chris Anker Sørensen (STB) | 14 Pkt. |
| 5.                                                                    | Kasachstan | Alexander Winokurow (AST)  | 12 Pkt. |
| 6.                                                                    | Irland     | Daniel Martin (GRS)        | 10 Pkt. |
| 7.                                                                    | Russland   | Wladimir Karpez (MOV)      | 8 Pkt.  |
| 8.                                                                    | Spanien    | Egoi Martínez (EUS)        | 6 Pkt.  |
| 9.                                                                    | Russland   | Eduard Worganow (KAT)      | 4 Pkt.  |
| 10.                                                                   | Spanien    | Gorka Izagirre (EUS)       | 2 Pkt.  |

| Col d’Aspin Kategorie 1 nach 150,5 km auf 1489 m 12,4 km bei 4,8 % |             |                            |         |
| 1.                                                                 | Frankreich  | Thomas Voeckler (EUC)      | 10 Pkt. |
| 2.                                                                 | Frankreich  | Brice Feillu (SAU)         | 8 Pkt.  |
| 3.                                                                 | Kasachstan  | Alexander Winokurow (AST)  | 6 Pkt.  |
| 4.                                                                 | Danemark    | Chris Anker Sørensen (STB) | 4 Pkt.  |
| 5.                                                                 | Deutschland | Jens Voigt (RNT)           | 2 Pkt.  |
| 6.                                                                 | Spanien     | Gorka Izagirre (EUS)       | 1 Pkt.  |

| Col du Tourmalet Kategorie HC nach 120,5 km auf 2115 m 19,0 km bei 7,4 % |                    |                            |         |
| 1.                                                                       | Frankreich         | Thomas Voeckler (EUC)      | 25 Pkt. |
| 2.                                                                       | Frankreich         | Brice Feillu (SAU)         | 20 Pkt. |
| 3.                                                                       | Irland             | Daniel Martin (GRS)        | 16 Pkt. |
| 4.                                                                       | Schweden           | Fredrik Kessiakoff (AST)   | 14 Pkt. |
| 5.                                                                       | Danemark           | Chris Anker Sørensen (STB) | 12 Pkt. |
| 6.                                                                       | Niederlande        | Laurens ten Dam (RAB)      | 10 Pkt. |
| 7.                                                                       | Deutschland        | Jens Voigt (RNT)           | 8 Pkt.  |
| 8.                                                                       | Vereinigte Staaten | George Hincapie (BMC)      | 6 Pkt.  |
| 9.                                                                       | Italien            | Simone Stortoni (LAM)      | 4 Pkt.  |
| 10.                                                                      | Kasachstan         | Alexander Winokurow (AST)  | 2 Pkt.  |

| Col de Peyresourde Kategorie 1 nach 181,5 km auf 1569 m 9,5 km bei 6,7 % |             |                            |         |
| 1.                                                                       | Frankreich  | Thomas Voeckler (EUC)      | 10 Pkt. |
| 2.                                                                       | Danemark    | Chris Anker Sørensen (STB) | 8 Pkt.  |
| 3.                                                                       | Kasachstan  | Alexander Winokurow (AST)  | 6 Pkt.  |
| 4.                                                                       | Spanien     | Gorka Izagirre (EUS)       | 4 Pkt.  |
| 5.                                                                       | Frankreich  | Brice Feillu (SAU)         | 2 Pkt.  |
| 6.                                                                       | Deutschland | Jens Voigt (RNT)           | 1 Pkt.  |

## Punktewertung
| Zwischensprint in Bielle nach 26 km auf 436 m |                        |                          |         |
| 1.                                            | Portugal               | Sérgio Paulinho (STB)    | 20 Pkt. |
| 2.                                            | Frankreich             | Sandy Casar (FDJ)        | 17 Pkt. |
| 3.                                            | Niederlande            | Steven Kruijswijk (RAB)  | 15 Pkt. |
| 4.                                            | Japan                  | Yukiya Arashiro (EUC)    | 13 Pkt. |
| 5.                                            | Russland               | Eduard Worganow (KAT)    | 11 Pkt. |
| 6.                                            | Vereinigtes Konigreich | Steve Cummings (BMC)     | 10 Pkt. |
| 7.                                            | Italien                | Marco Marzano (LAM)      | 9 Pkt.  |
| 8.                                            | Spanien                | Rafael Valls (VCD)       | 8 Pkt.  |
| 9.                                            | Deutschland            | Jens Voigt (RNT)         | 7 Pkt.  |
| 10.                                           | Irland                 | Daniel Martin (GRS)      | 6 Pkt.  |
| 11.                                           | Spanien                | Jorge Azanza (EUS)       | 5 Pkt.  |
| 12.                                           | Frankreich             | Matthieu Ladagnous (FDJ) | 4 Pkt.  |
| 13.                                           | Belarus                | Wassil Kiryjenka (MOV)   | 3 Pkt.  |
| 14.                                           | Frankreich             | Guillaume Levarlet (SAU) | 2 Pkt.  |
| 15.                                           | Portugal               | Rui Costa (MOV)          | 1 Pkt.  |

| Ziel in Bagnères-de-Luchon nach 197 km auf 632 m |                        |                            |         |
| 1.                                               | Frankreich             | Thomas Voeckler (EUC)      | 20 Pkt. |
| 2.                                               | Danemark               | Chris Anker Sørensen (STB) | 17 Pkt. |
| 3.                                               | Spanien                | Gorka Izagirre (EUS)       | 15 Pkt. |
| 4.                                               | Kasachstan             | Alexander Winokurow (AST)  | 13 Pkt. |
| 5.                                               | Frankreich             | Brice Feillu (SAU)         | 11 Pkt. |
| 6.                                               | Deutschland            | Jens Voigt (RNT)           | 10 Pkt. |
| 7.                                               | Irland                 | Daniel Martin (GRS)        | 9 Pkt.  |
| 8.                                               | Italien                | Simone Stortoni (LAM)      | 8 Pkt.  |
| 9.                                               | Italien                | Giampaolo Caruso (KAT)     | 7 Pkt.  |
| 10.                                              | Niederlande            | Laurens ten Dam (RAB)      | 6 Pkt.  |
| 11.                                              | Italien                | Vincenzo Nibali (LIQ)      | 5 Pkt.  |
| 12.                                              | Vereinigtes Konigreich | Bradley Wiggins (SKY)      | 4 Pkt.  |
| 13.                                              | Vereinigtes Konigreich | Chris Froome (SKY)         | 3 Pkt.  |
| 14.                                              | Irland                 | Nicolas Roche (ALM)        | 2 Pkt.  |
| 15.                                              | Vereinigte Staaten     | Tejay van Garderen (BMC)   | 1 Pkt.  |

## Aufgaben
- 011 –  Fränk Schleck (RadioShack-Nissan): Nicht zur Etappe angetreten;  am Ruhetag nach positivem Test auf das Diuretikum Xipamid vom Team zurückgezogen.[1]
- 042 –  Grega Bole (Lampre-ISD): Aufgabe während der Etappe.
- 134 –  Wladimir Gussew (Katusha Team): Nach Sturz während der Etappe aufgegeben.